# Національний стадіон (Варшава)
Національний стадіон у Варшаві імені Казімежа Гурського (пол. Stadion Narodowy w Warszawie im. Kazimierza Górskiego) — новий футбольний стадіон у польській столиці, який було збудовано для проведення матчів чемпіонату Європи з футболу 2012, що відбувався в Україні та Польщі. Стадіон збудували на місці колишнього славнозвісного «Стадіону Десятиліття», що його протягом тривалого часу використовували як найбільший ринок у Європі. Арена вміщує 58 580 глядачів.

## Історія

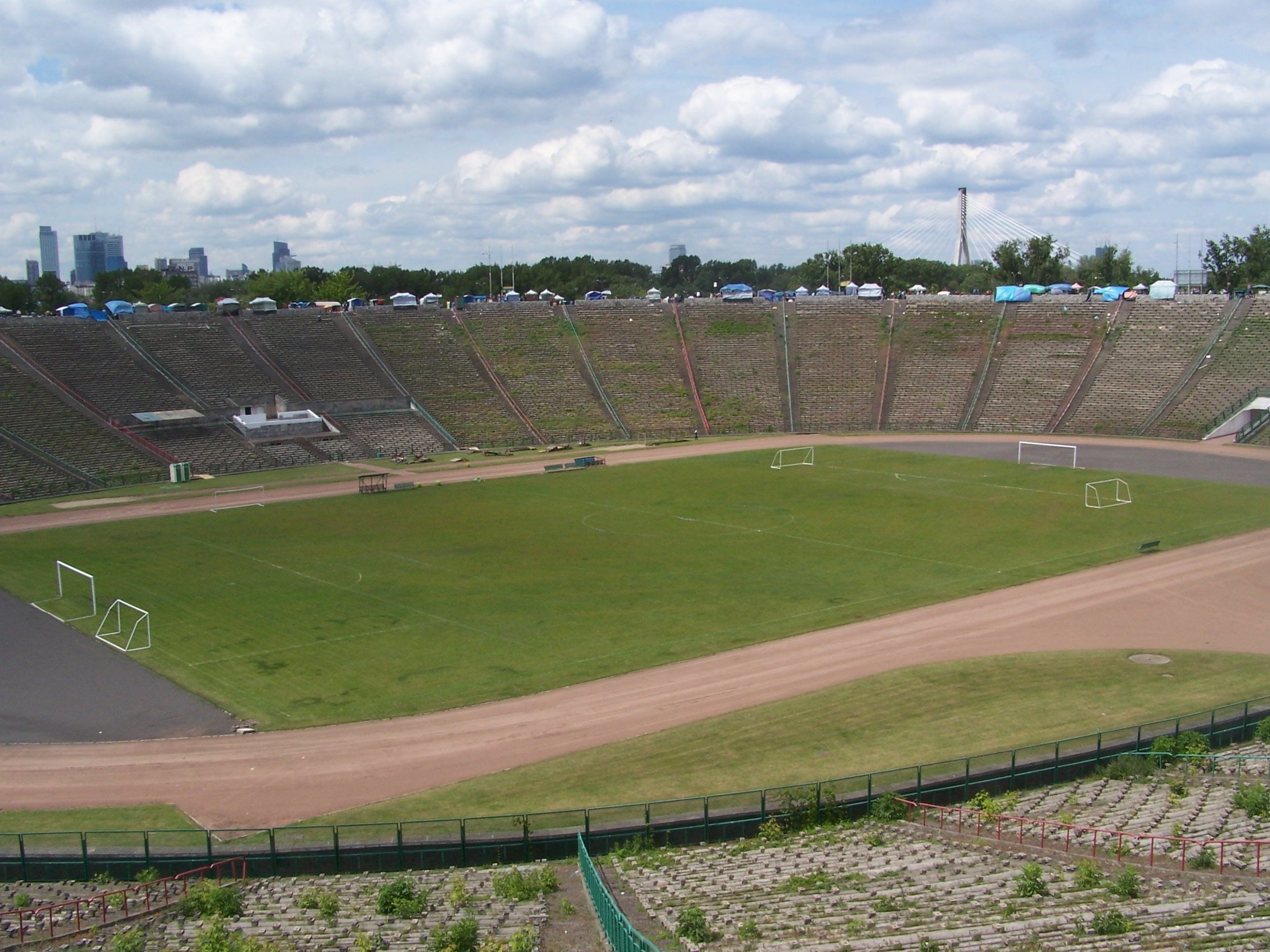
Закинуті трибуни «Стадіону Десятиліття» порослі травою і кущами (2007 рік)

Плани побудови нового стадіону на території «Стадіону Десятиліття» виникли у середині 1990-х рр., адже з 1983 року арену не використовували, 70-тисячник занепав, його трибуни позаростали кущами, а сам стадіон використовували як ринок.
Справа зрушилась із мертвої точки після визначення господарів Євро-2012, якими стали Україна і Польща. Стало зрозуміло, що столиця країни потребує великого сучасного стадіону, який би міг приймати матч-відкриття та інші поєдинки турніру.
26 квітня 2007 року мер Варшави Ганна Ґронцкєвіч-Вальц підписала рішення щодо умов інвестування у новий спортивний об'єкт, який мав би постати на території «Стадіону Десятиліття». 14 вересня того ж року міністр спорту Ельжбєта Якубяк повідомила, що стадіон побудують на місці самого «Стадіону Десятиліття», а 4 жовтня 2007 Якубяк призначила ТзОВ «Національний центр спорту» виконавцем будівельних робіт. На пресконференції 29 листопада 2007 новий міністр спорту Мірослав Джевєцкі повідомив, що проєкт арени створюватиме польське ТзОВ «J.S.K. Architekci», яке є відділенням німецького «JSK Architekten» і має у своєму портфоліо проєкти в Німеччині, Китаї, Південній Африці та Польщі.
1 лютого 2008 року було представлено нового стадіону. 15 травня почалися перші підготовчі роботи, а 29 вересня почали перший етап побудови стадіону, яким передбачає знесення та усунення решток конструкції колишньої арени.
9 квітня 2009 року закінчився тендер на 2-й етап будівництва стадіону. Найкращою визнали пропозицію німецько-австрійсько-польського консорціуму у складі «Alpine Bau Deutschland AG», «Alpine Bau GmbH» i «Alpine Construction Polska Sp. z o.o.», «Hydrobudowa Polska SA» і «PBG SA».

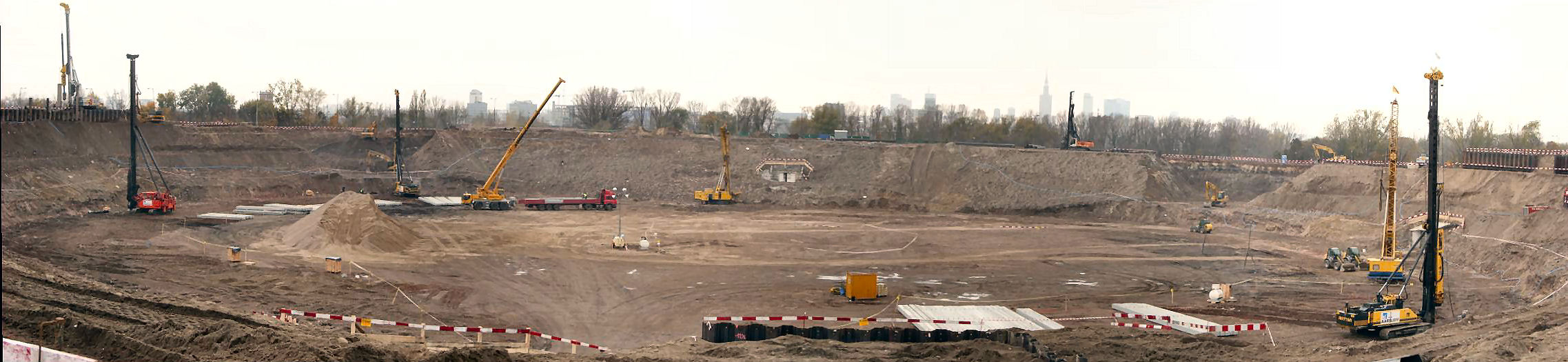
Стан будівельних робіт у жовтні 2008 року

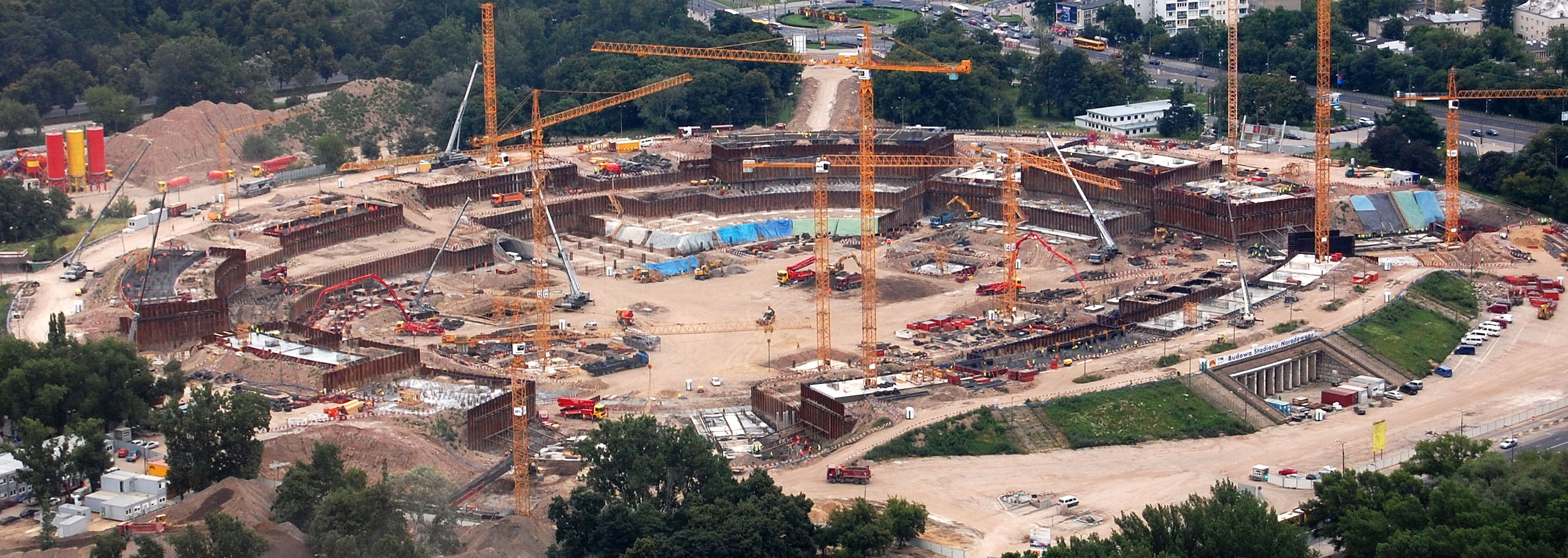
Стан будівельних робіт 14.07.2009

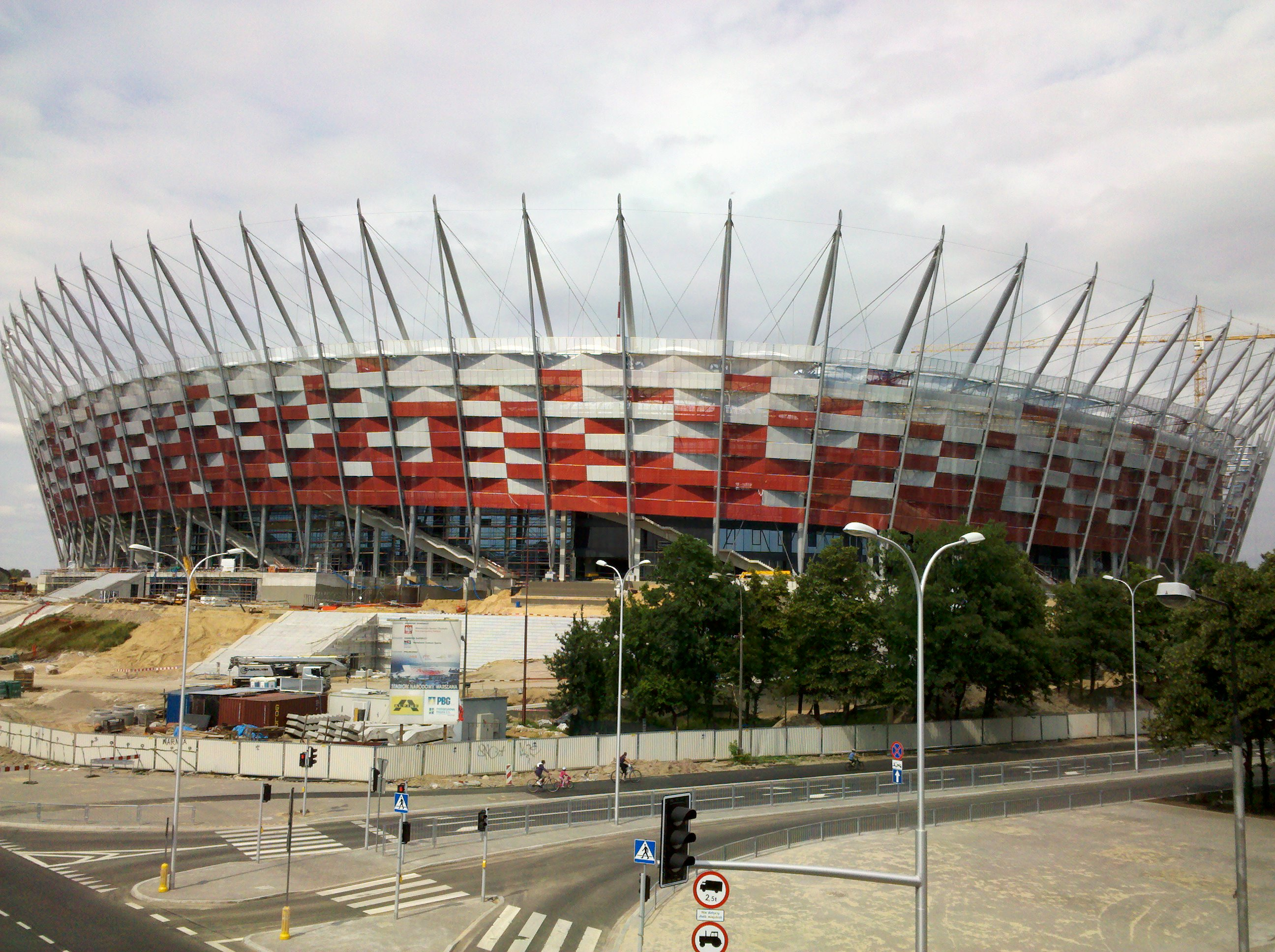
Стан будівельних робіт 11.06.2011

Будівельні роботі завершили в кінці листопада 2011 року.
29 січня 2012 року відбулося урочисте відкриття арени. Вхід був безкоштовний. Серед запрошених музикантів польські виконавці Voovoo, Zakopower, Coma, T.Love, Lady Pank, а також українські Гайдамаки.
Під час Євро-2012 стадіон став місцем проведення 5 матчів: відкриття, двох групових, одного чвертьфіналу та одного півфіналу.

## Сучасність
Стадіон стане частиною Національного спортивного центру (пол. Narodowe Centrum Sportu) — поруч з ним буде побудовано олімпійський плавальний басейн з місцями для 4 000 глядачів і аквапарк, готель і конгресс-холл, парковка для 8 000 автомобілів безпосередньо на території стадіону і ще 4 000 на прилеглій території. Будівництво супроводжувалося повним відновленням сусідньої залізничної станції «Стадіон» і відкриттям нової станції метро, що зв'язує стадіон із центром міста.
Національний стадіон у Варшаві не буде домашнім стадіоном столичного футбольного клубу «Легія», власний стадіон котрого (Стадіон Війська Польського) зазнає реконструкції і збільшення кількості місць до 33 тис. без закриття, хоча очікується, що «Легія» матиме можливість використовувати Національний стадіон для найважливіших поєдинків.

### Назва
На третій день після смерті Папи Римського Івана Павла II керівництво району Камьонек (пол. Kamionek), де і будують стадіон, спільно із керівництвом сусіднього району Саска Кемпа разом виступили за те, щоб назвати майбутній об'єкт стадіоном Івана Павла Великого. 29 травня 2008 року патріотично-ветеранська організація «Porozumienie Organizacji Kombatanckich i Niepodległościowych» у Кракові звернулася до міністра спорту з проханням назвати Національний стадіон іменем Ришарда Сівєца — колишнього вояка Армії Крайової, філософа, який 8 вересня 1968 р. на «Стадіоні Десятиліття» здійснив акт самоспалення у присутності партійної номенклатури й десятків тисяч глядачів на знак протесту проти введення радянських військ у Чехословаччину, у якому брала участь і Польща, як країна Варшавського договору. Вигукуючи «Протестую!» він не давав нікому гасити полум'я. Від отриманих опіків помер через чотири дні.
У 2008 році група депутатів з партії «Право і Справедливість» виступила із пропозицією назвати стадіон іменем Івана Павла II. На початку 2009 року міністр спорту Мірослав Джевєцкі запропонував продати право на назву стадіону якійсь фірмі.
28 червня 2012 польський Сейм ухвалив рішення про надання стадіону імені Казімежа Гурського — польського футболіста і тренера, уродженця Львова.

### Вигляд

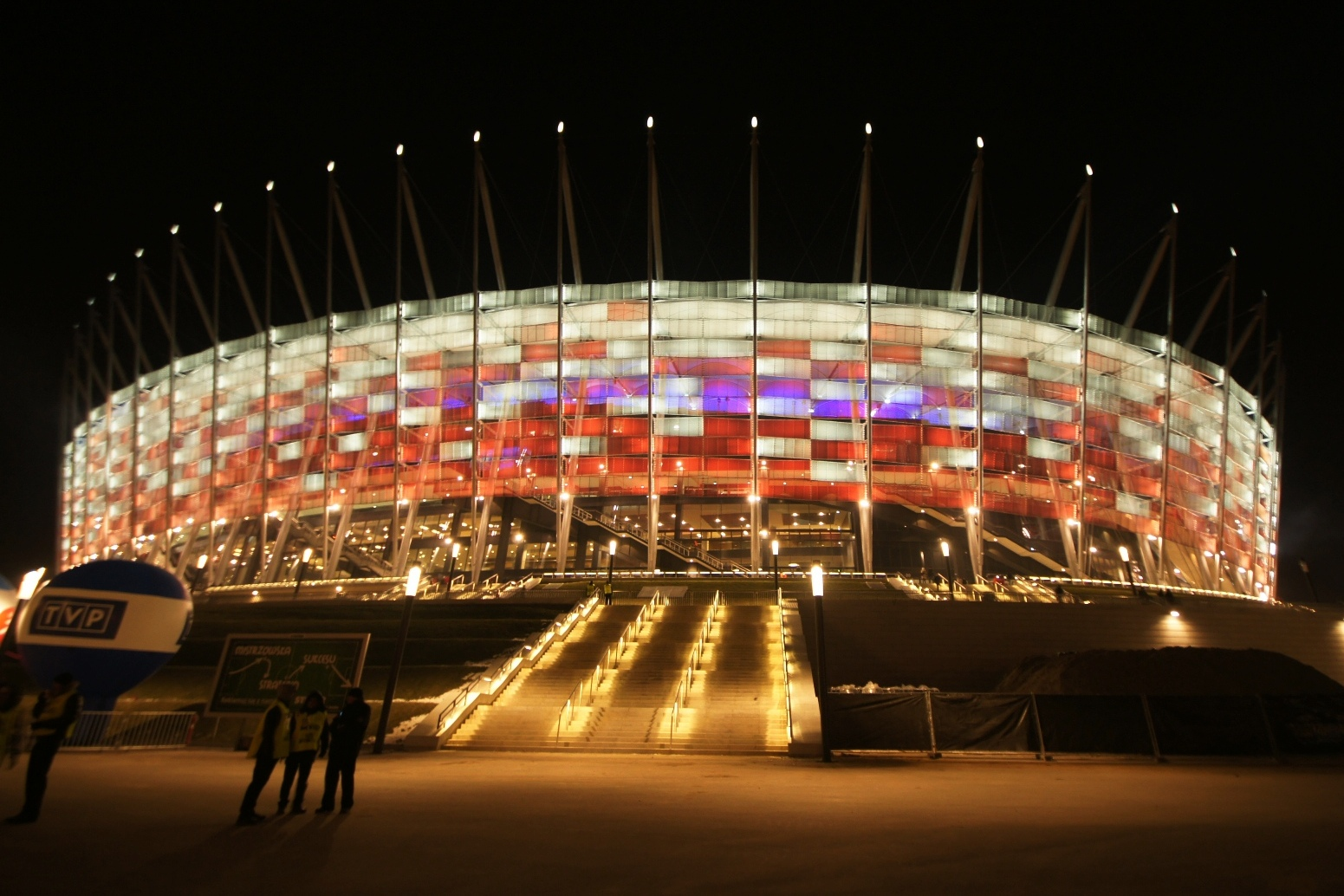
Нічне освітлення фасаду стадіону після відкриття матчу між Польщею і Португалії 29 лютого 2012

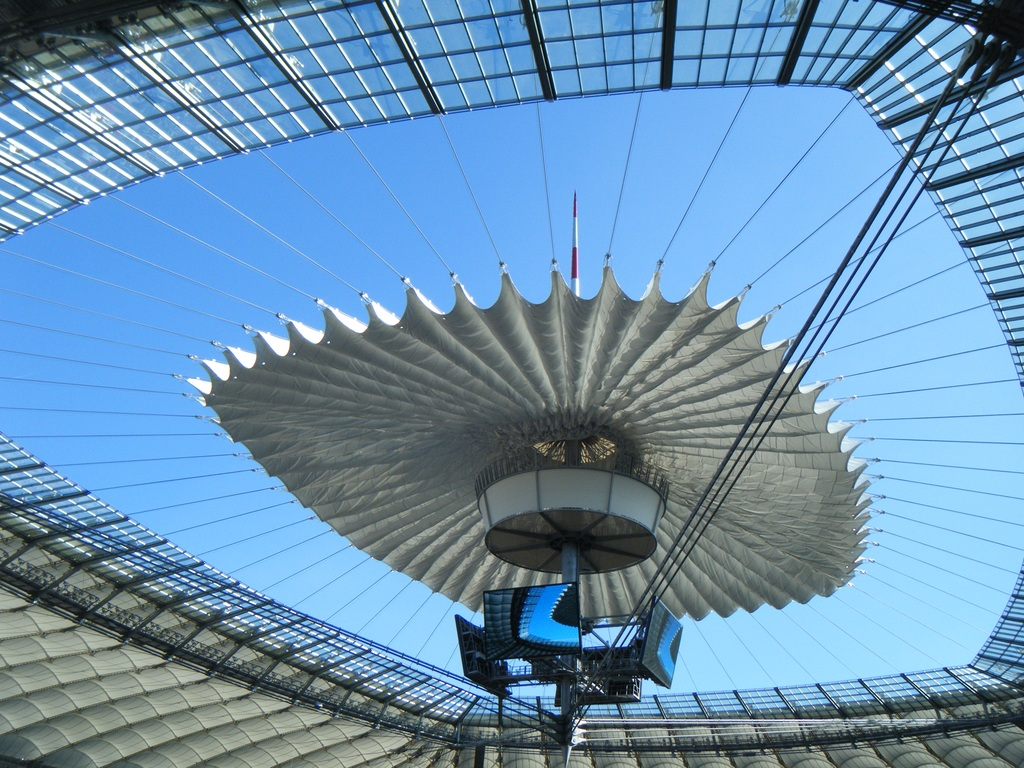
Унікальний розсувний мембранний дах в процесі відкриття

Ззовні стадіон розфарбований у червоно-білі барви, які символізують кольори польського прапора. Новий стадіон стоїть на додатково укріпленому старому фундаменті. Газон знаходиться на рівні 9 метрів над старим, а під ним збудувати дворівневу підземну автостоянку, розраховану на близько 1800 машин. На стадіоні існують окремі місця для 860 журналістів, 2000 «преміум місць» для спеціальних гостей, близько 900 VIP-місць, а також для людей на інвалідних візках.
Національний стадіон у Варшаві має стати першим за останні 50 років національним стадіоном, збудованим у Європі, на якому не будуть відбуватися ніякі матчі чемпіонату у жодному з видів спорту. Стадіон планують зробити домашнім лише для національної збірної Польщі з футболу.
Стадіон обладнаний автоматичним повністю складним дахом, який не лише збільшить період експлуатації протягом року, а й дозволить проводити там концерти, вистави та інші культурні заходи.

## Концерти
1 серпня 2012 року в рамках турне The MDNA Tour на стадіоні виступала Мадонна, її виступ подивилися 38 699 глядачів. 19 вересня цього ж року на стадіоні виступали Coldplay. 25 липня 2013 року відбувся концерт Depeche Mode.
5 серпня 2016 року в рамках турне ANTI WORLD TOUR на стадіоні відбудеться концерт Rihanna.
8 липня 2018 року в рамках No Filter Tour на стадіоні виступлять легендарні британці The Rolling Stones.